# نيلسون كينغ
نيلسون كينغ (بالإنجليزية: Nelson King)‏ هو دي جيه أمريكي، ولد في 7 أغسطس 1914، وتوفي في 16 مارس 1974 بسبب سرطان الرئة.